# José Veras
José Enger Veras (nacido el 20 de octubre de 1980 en Santo Domingo) es un relevista dominicano de Grandes Ligas que se encuentra en la organización de los Cerveceros de Milwaukee.

## Carrera
Veras fue firmado como amateur por las Mantarrayas de Tampa Bay en 1998. Evolucionó a través del sistema de ligas menores de Tampa Bay, mayormente como abridor. Veras decayó cuando llegó a AAA, y fue convertido en lanzador de relevo. Fue liberado después de la temporada 2004, y lanzó en 2005 en AAA de los Rangers de Texas.
Veras firmó con los Yanquis de Nueva York antes de la temporada 2006, pasando la mayor parte en AAA, aunque también hizo su debut en Grandes Ligas, lanzando 11 entradas con una efectividad de 4.09. Veras se lesionó a principios de 2007, pero se rehabilitó y volvió a las ligas mayores por una llamada a filas en septiembre.
Después de ser llamado a las Grandes Ligas a principios de la temporada 2008, emergió como una fuerza dominante desde el bullpen y se convirtió en el relevista preparador después de que los Yanquis negociaran Kyle Farnsworth.
Veras fue designado para asignación por los Yankees el 16 de junio de 2009. El 24 de junio de 2009, Veras fue adquirido por los Indios de Cleveland por dinero en efectivo. El 5 de agosto de 2009, fue designado para asignación y el 11 de agosto de 2009, fue enviado a AAA. Fue llamado de nuevo en septiembre a finales de la temporada 2009.
Fue non-tendered por los Indios haciendo de él un agente libre.
El 29 de enero de 2010, Veras firmó un contrato de liga menor con los Marlins de la Florida con una invitación a los entrenamientos de primavera, y se añadió al roster de Grandes Ligas el 3 de abril. El 14 de abril, Veras fue designado para asignación para dar cabida a Chris Leroux en el roster.
Veras fue convocado el 25 de junio de 2010. James Houser fue designado para asignación para hacer espacio.
El 16 de enero de 2011, Veras firmó un contrato de ligas menores con los Piratas de Pittsburgh con una invitación a los entrenamientos de primavera por valor de $1 millón de dólares más incentivos.
El 12 de diciembre de 2011, Veras fue canjeado a los Cerveceros de Milwaukee por Casey McGehee.

## Estilo de lanzar
Veras tiene una recta de cuatro costuras por encima de las 90 mph y un slider por debajo de las 80. Su recta ha llegado hasta a 98 mph, pero por lo general se encuentra en el rango de 93-96. El slider se encuentra por lo general entre las 79 y 83 mph lanzado con un rompimiento de entre 6 y 9 pulgadas. Veras lanza con un movimiento de brazo 3/4 hacia bajo.

## Vida personal
Veras está casado con Gissel y tienen una hija, Gijen y dos hijos Genson y Hansel